# Stanisława Walasiewicz
Stanisława Walasiewicz também conhecida como Stefania Walasiewicz, Stanisława Walasiewiczówna e Stella Walsh (Wierzchownia, 3 de abril de 1911 - Cleveland, 4 de dezembro de 1980) foi uma atleta e campeã olímpica polonesa. Depois de sua carreira no atletismo, descobriu-se que ela tinha genitália dupla, sendo hermafrodita, podendo ser classificada biologicamente tanto como homem quanto como mulher.

## Infância
Nascida numa pequena vila da Polônia, então Congresso da Polônia, hoje situada no condado de Brodnica, ela emigrou com a família para os Estados Unidos quando tinha apenas três anos e seu pai estabeleceu-se na cidade de Cleveland, onde arranjou emprego numa siderúrgica. Sua família a chamava de "Stasia", um diminutivo comum para seu nome polonês, que depois daria origem a seu nome americano, "Stella".
Stanisława começou no atletismo numa escola pública de Cleveland. Rápida e ágil, com características de velocista, em 1927 ela venceu facilmente a competição criada pelo jornal Cleveland Press para um lugar na equipe olímpica norte-americana. Porém, com 16 anos, ela ainda não era uma cidadã americana e não poderia obter a cidadania até fazer 21 anos. O sucesso de Halina Konopacka, polonesa campeã olímpica do lançamento de disco em Amsterdã 1928, inspirou Stanisława a se juntar à ramificação local do Sokół, uma associação esportiva e patriótica polonesa ativa entre a comunidade vivendo fora da Polônia.

## Carreira atlética
Em sua primeira competição internacional, num torneio pan-eslavo realizado pelo movimento Sokól em Poznań, ela ganhou cinco medalhas de ouro, nos 60, 100, 200, 400 m e no salto em distância. Ela foi convidada a permanecer na Polônia e se juntar à equipe nacional de atletismo polonês e continuou a competir em vários torneios torneios e jogos americanos. No fim da década de 20, ela já era um atleta conhecida. Amadora como todos, também trabalhava como balconista numa loja de Cleveland. Apesar de ainda não ter a cidadania americana, ela participava, e vencia, de vários campeonatos nos EUA, normalmente sob o nome de Stella Walsh. Sob insistência da Amateur Athletic Union, cujos membros viam Walasiewicz - ou Walsh, como ficara conhecida no país - como uma futura vencedora nos próximos Jogos Olímpicos de Los Angeles 1932, finalmente o governo lhe ofereceu cidadania americana. Dois dias antes do juramento, porém, ela mudou de ideia e assumiu a cidadania polonesa, oferecida pelo consulado da Polônia em Nova York. Em 1930, foi escolhida a atleta mais popular da Polônia pelos leitores de uma grande revista de esportes local, Przegląd Sportowy, ainda hoje existente.
Em Los Angeles 1932, Stanisława competiu nos 100 m rasos e tanto nas eliminatórias quanto na semifinal igualou o recorde mundial vigente, 11s9, marca que novamente igualou na final, conquistando a medalha de ouro olímpica, a primeira polonesa a fazê-lo.  Em sua volta à Polônia, foi recebida por multidões no porto de Gdynia e condecorada com a Cruz do Mérito Dourada. Foi novamente eleita a esportista mais popular do país, título que manteria pelos três anos seguintes.
Em 1933, em Varsóvia, ela ganhou nove medalhas, divididas entre provas de pista e campo. Em 17 de setembro, em Poznań, ela quebrou dois recordes mundiais num único dia, 7s4 para os 60 m e 11s8  para os 100 metros. Uma semana depois, em Lwów, fazia sua melhor pessoal de sempre para os 60 m, 7s3. Seu sucesso olímpico lhe valeu uma bolsa de estudos no Instituto de Educação Física de Varsóvia, onde conviveu com alguns dos grandes atletas poloneses da época como Janusz Kusociński.
Em Berlim 1936, ela voltou a competir nos 100 m, agora como favorita e recordista mundial, mas ficou apenas com a medalha de prata, derrotada pela norte-americana Helen Stephens, que ironicamente, teve a sua feminilidade contestada e foi forçada a se submeter a uma inspeção genital para comprovação médica. Após estes Jogos, depois de voltar atrás na decisão de abandonar as pistas, ela voltou aos EUA e continuou com sua carreira como amadora. Durante a Segunda Guerra Mundial, competiu em alguns torneios nacionais mas os dias de seus espetaculares sucessos já tinham desaparecido. Após a guerra, com o domínio comunista da URSS sobre a Polônia, ela preferiu continuar vivendo em Cleveland. Em 1947 finalmente aceitou a cidadania americana e casou-se com um lutador de boxe, Neil Olson. Apesar do casamento não ter durado muito tempo, ela continuou a usar o nome Stella Walsh Olson pelo resto da vida.
Depois de encerrar a carreira, Walasiewicz continuou atuante no atletismo. Dirigiu e participou de várias associações esportivas polonesas nos EUA, ajudando jovens poloneses emigrados a se iniciarem no esporte, criando torneios e diversos prêmios para os esportistas poloneses vivendo no país.

## Morte e controvérsia
Em 4 de dezembro de 1980, aos 69 anos, ela foi testemunha de um assalto em Cleveland onde acabou sendo morta. Sua autópsia foi feita e descoberto que ela possuía uma genitália masculina, apesar de manter também características femininas. Investigações mais detalhadas mostraram que ela possuía cromossomos masculinos e femininos.
A controvérsia sobre seu sexo biológico mantém-se sem solução e a situação tornou-se mais complicada quando descobriu-se que vários de seus antigos documentos, incluindo a certidão de nascimento, a afirmavam mulher. Também houve e há controvérsias sobre se seus registros esportivos, marcas e recordes deveriam ser impugnados.

## Legado
O caso de Stanisława Walasiewicz é sempre lembrado como uma da razões pelas quais o COI tem gradualmente evitado a determinação de testes de gêneros de sexo. Em agosto de 2009, a IAAF ordenou que fosse feito um destes destes na corredora sul-africana Caster Semenya, campeã mundial dos 800 m em Berlim 2009. Em julho de 2010, ela recebeu uma decisão favorável e pode continuar a competir como mulher.
Durante sua vida esportiva, Walasiewicz acumulou mais de cem recordes nacionais e recordes mundiais, incluindo 51 recordes poloneses, 18 recordes mundiais e 8 recordes europeus. Seu recorde europeu para as 100 jardas continua existente até hoje, em que corridas disputadas em jardas são cada vez mais raras.